# 冪乗則

冪乗則にしたがうグラフの例。横軸が商品のアイテム数、縦軸が販売数量を表す。このモデルは「80:20の法則」として知られ、右に向かう部分はロングテールと呼ばれる。

冪乗則（べきじょうそく、power law）は、統計モデルの一つ。最も一般的な冪乗則は、
{\displaystyle f(x)=ax^{k}+o(x^{k})\,}
で表され、定数 c に対して {\displaystyle f(cx)\propto f(x)} を満たすものである。ここに、a と k は定数、o はランダウの記号である。k はスケーリング指数 (scaling exponent) と呼ばれる。
この関係は、スケール関数の変化に伴い関数の独立変数のスケールが変わると、比例定数は変わるが、関数それ自体の形式は保存されることを意味する。この関係は、両方の変数の対数をとるとより明らかになる。グラフに描けば、両対数グラフにおいて、線型になる。片対数グラフで線型になるのは指数関数。
{\displaystyle \log \left(f(x)\right)=k\log x+\log a} .
この式は、この傾きk の線型関係の形をとり、独立変数のスケーリングは、関数の上か下かの移動を誘導し、関数の形と傾きk の両方が変化しない。
確率分布としては、パレート分布やゼータ分布やジップ分布を参照。

## 自然現象・社会現象
冪乗則関係は、驚くほど多くの自然現象の形態（関係）を記述する。たとえば、重力やクーロン力のような逆二乗の法則は冪乗則である。また、円の面積における自乗比例の法則など多くの数学的な公式も冪乗則である。同様に、多くの確率分布は、漸近的に冪乗則関係に近づくテールを持つ。こうした冪乗則は、株式市場の崩壊や大規模な自然災害のような極端にまれな頻度だと考えられる、極値理論と強いつながりがある。
冪乗則関係の科学的な関心は、関数や分布が、ある一般的なクラスの仕組みからたやすく生成されるかどうかにある。それは、データの冪乗則関係を観察することは、しばしば問うている自然現象に潜んだ特定の種類の仕組みを指し示すことになる。そして、関係ないと考えられたほかの現象との深いつながりを示すことがしばしばできる。（たとえば、シモン（参考文献）や、普遍性を見よ。）
物理学において冪乗則があちこちで観測されるのは、部分的には次元解析のためである。一方、複雑システムにおいて、冪乗則は、しばしば階層性と構造安定性のしるしであると考えられる。冪乗則の数少ない有名な例は、地震の大きさに関するグーテンベルグ・リヒター則や、収入の分布についてのパレートの法則や、構造的自己相似性のフラクタル、そして、生物学的体系におけるスケーリング法則（アロメトリー）がある。冪乗則の関係の起源についての研究と、現実の世界で冪乗則関係を観察し、正当性を証明しようとする努力は、現代科学の諸分野において極端に活発である。活発な分野には、物理学、計算機科学、言語学、地球物理学、社会学、経済学、経済物理学などもろもろ存在する。

## 冪乗則の性質

### スケール不変性
冪乗則を非常に興味深いものとする主な性質は、スケール不変性にある。{\displaystyle f(x)=ax^{k}} という関係、あるいはいかなる同次多項式であっても、定数因子によって独立変数{\displaystyle x} のスケールを変化させることは、関数それ自体のスケーリングの比例に帰結するだけだ。 
{\displaystyle f(cx)=a(cx)^{k}=c^{k}f(x)\propto f(x)}
この式は、定数によるスケーリングとは、単に元の冪乗則関係に定数、{\displaystyle c^{k}} を乗じることであることを示す。このように、特定のスケーリング指数を持つすべての冪乗則は、定数倍と同等となる。なぜならば、ひとつひとつが他の要因のスケールされた版であるからだ。このふるまいは、{\displaystyle f(x)} と{\displaystyle x} の両対数をとったときに、線型関係を産むことになる。こうした対数-対数プロットにおける直線関係は、よく冪乗則のsignatureと呼ばれる。しかし、実際のデータにおいて、こうした直線関係は必要条件であっても、冪乗則関係にデータが従っているとする十分条件ではないことに注意すべきだ。事実、こうしたsignatureを示すふるまいを模倣するデータの有限な量を生成する方法は数多く存在する。本当の冪乗則ではない、単なる模倣のデータでは漸近的な限界がある。こうして、冪乗則モデルを正確にフィッティングし、正当性を立証することは、統計学的な研究の活発な領域となる。